# Elimination Chamber

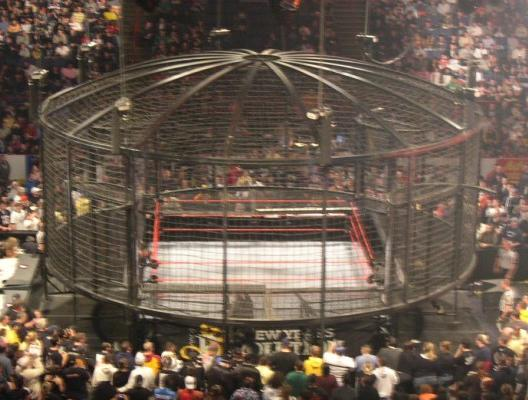
The Elimination Chamber vid "New Year's Revolution" år 2006.

Elimination Chamber, är en typ av brottningsmatch vid professionell fribrottning (det vill säga brottning i underhållningssyfte), som ingår i "World Wrestling Entertainment". En match involverar sex brottare, vilka brottas två och två.

## Brottningsringen
Brottningsringen är omgärdad av en stor rund stålbur med cirka tio meters diameter. Det är denna som kallas the "Elimination Chamber". I kammaren finns fyra mindre burar av glasfiberarmerad plast, vilka under matchens gång hyser var sin brottare, medan två andra brottare inleder matchen i ringen. Dessa burar benämns innerkammare eller bara kammare eller med det engelska ordet "pods". Elimination Chamber väger totalt 16 ton.

## Matchen
De första fyra brottarna som träder in i buren tar plats i en varsin kammare, vilka därefter låses. Matchen börjar därefter när den femte och sjätte kombattanten gått upp i ringen. Dessa båda brottare kämpar sedan mot varandra. När matchen har pågått i tre, fyra eller fem minuter beroende på hur många minuter som i förväg har valts, startar en lampa, vilken likt en tombola snurrar och lyser upp de fyra kamrarna en efter en allteftersom den snurrar. Slumpen avgör över vilken kammare lampan stannar. Då blir brottaren i den kammaren utsläppt i ringen, och tre brottare kämpar mot varandra samtidigt. Efter ytterligare ett stipulerat antal minuter sker samma procedur igen och därefter igen, så att fyra, fem och till slut alla sex brottarna är uppe i ringen samtidigt - detta dock under förutsättning att ingen dessförinnan har räknats ut. 

## Vinnaren
Vanliga matchregler gäller. Den som blir uträknad, måste lämna matchen och buren. Uträknad blir en brottare om hans överman kan hålla ner hans skuldror mot mattan medan domaren räknar till tre. Den som sist blir kvar är segrare i hela matchen.
Man kan också vinna genom "submission", det vill säga att motståndaren ger upp. Motståndarna ger upp enklast genom "submission holds" (som t.ex. John Cenas STFU eller Walls of Jericho)